# Castellar (Aguilar de Segarra)
Castellar es una localidad perteneciente al municipio de Aguilar de Segarra, en la provincia de Barcelona, España.